# Vrouwenmarathon van Tokio 1983
De Vrouwenmarathon van Tokio 1983 werd gelopen op zondag 20 november 1983. Het was de 5e editie van de Tokyo International Women's Marathon. Aan deze wedstrijd mochten alleen vrouwelijke eliteloopsters deelnemen. De Japanse Nanae Sasaki kwam als eerste over de streep in 2:37.09.

## Uitslagen
| rang   | naam                | land | tijd    |
| ------ | ------------------- | ---- | ------- |
| Goud   | Nanae Sasaki        | JPN  | 2:37.09 |
| Zilver | Regina Joyce        | IRL  | 2:37.44 |
| Brons  | Mitsue Tanaka       | JPN  | 2:38.46 |
| 4      | Christa Vahlensieck | GER  | 2:39.27 |
| 5      | Eriko Asai          | JPN  | 2:39.47 |
| 6      | Raisa Smekhnova     | URS  | 2:40.05 |
| 7      | Mieko Tajima        | JPN  | 2:40.59 |
| 8      | Anna Klishevikh     | URS  | 2:41.16 |
| 9      | Yuko Shimada        | JPN  | 2:41.34 |
| 10     | Jane Buch           | USA  | 2:42.11 |
| 11     | Gillian Castka      | ENG  | 2:43.06 |
| 12     | Jane Wipf           | USA  | 2:43.08 |
| 13     | Mariko Kai          | JPN  | 2:43.41 |
| 14     | Anne Hird           | USA  | 2:44.08 |
| 15     | Lutsia Belyayeva    | URS  | 2:47.20 |
| 16     | Chie Matsuda        | JPN  | 2:47.24 |
| 17     | Mitsui Hoshi        | JPN  | 2:47.25 |
| 18     | Minoru Muramoto     | JPN  | 2:47.27 |
| 19     | Marina Belyayeva    | URS  | 2:47.40 |
| 20     | Misako Miyahara     | JPN  | 2:49.33 |
| 21     | Gerrie Timmermans   | NED  | 2:52.40 |
| 23     | Miyo Ishigami       | JPN  | 2:56.33 |

Tokyo International Marathon (alleen mannen)

1981 · 1982 · 1983 · 1984 · 1985 · 1986 · 1987 · 1988 · 1989 · 1990 · 1991 · 1992 · 1993 · 1994 · 1995 · 1996 · 1997 · 1998 · 1999 · 2000 · 2001 · 2002 · 2003 · 2004 · 2005 · 2006

Tokyo International Women's Marathon (alleen vrouwen)

1979 · 1980 · 1981 · 1982 · 1983 · 1984 · 1985 · 1986 · 1987 · 1988 · 1989 · 1990 · 1991 · 1992 · 1993 · 1994 · 1995 · 1996 · 1997 · 1998 · 1999 · 2000 · 2001 · 2002 · 2003 · 2004 · 2005 · 2006 · 2007 · 2008

Tokyo Marathon (beide)

2007 · 2008 · 2009 · 2010 · 2011 · 2012 · 2013 · 2014 · 2015 · 2016 · 2017 · 2018 · 2019 · 2020 · 2021 · 2022 · 2023 · 2024